# Olejovice

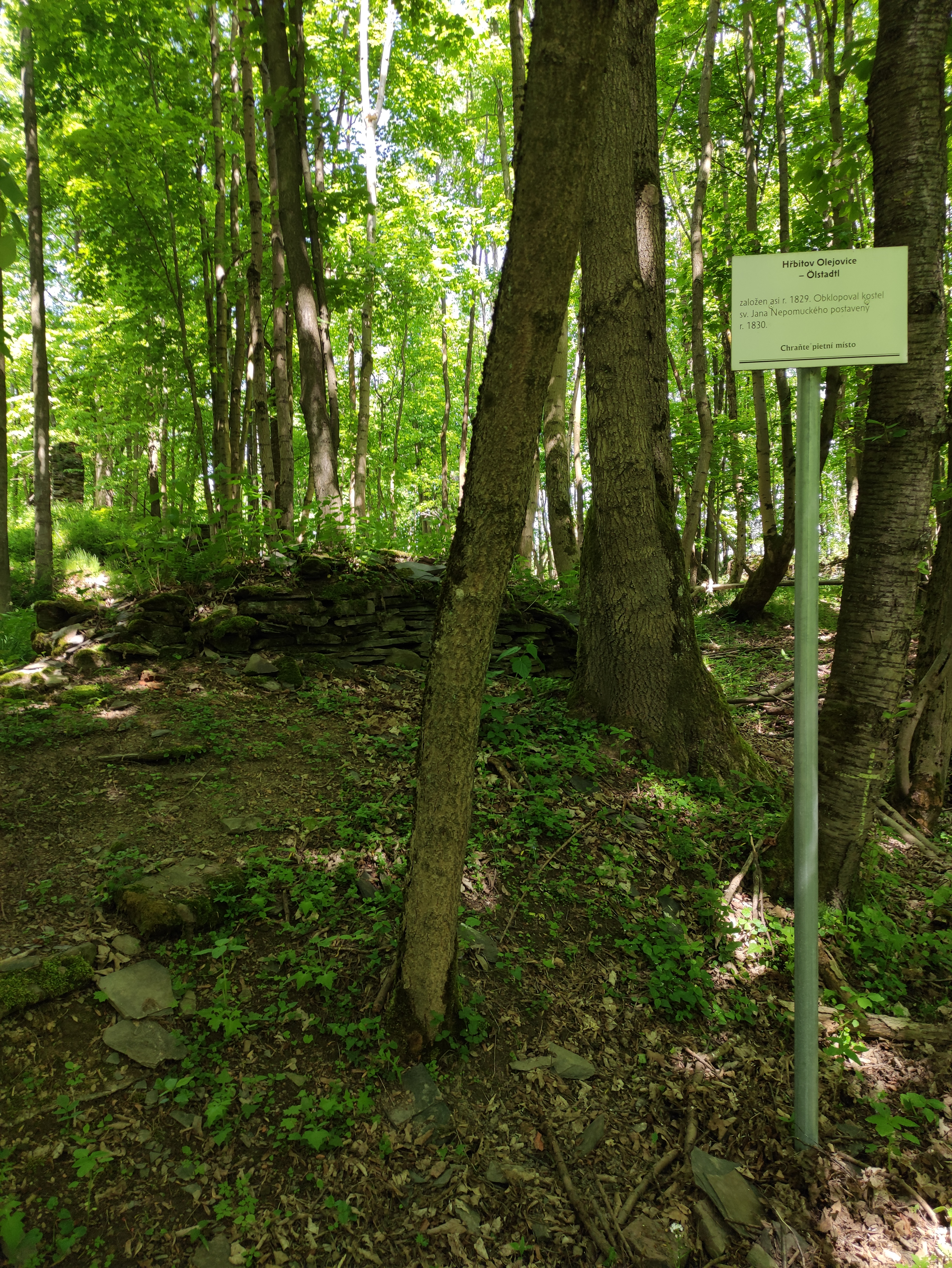

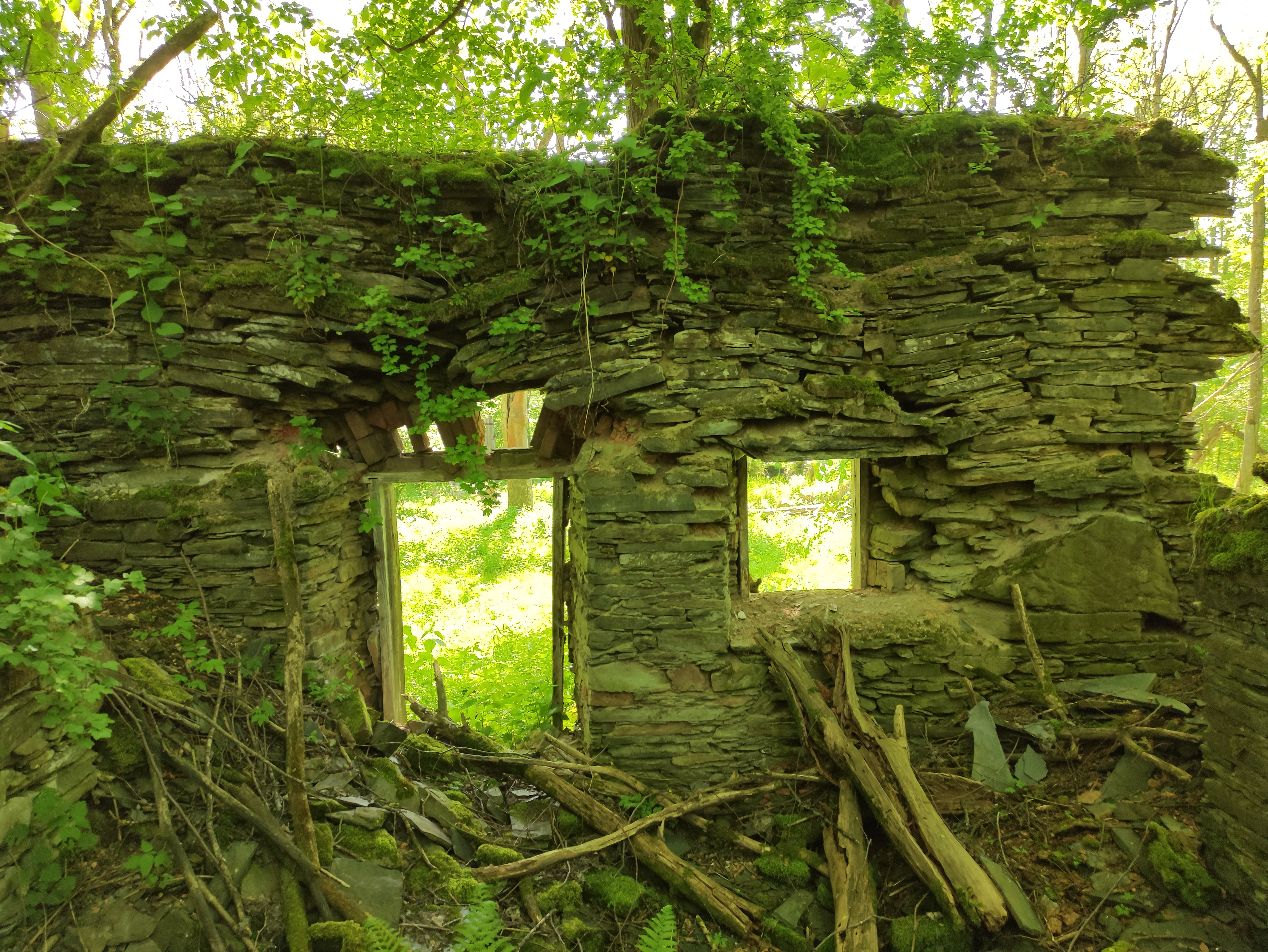

Olejovice, bis 1924 Olštát (deutsch Ölstadtl, auch Oehlstadtl, Öhlstadtl) ist eine Wüstung auf dem Gebiet des Truppenübungsplatzes Libavá in Tschechien. Sie liegt fünf Kilometer südlich von Město Libavá und bildet mit 246 ha den kleinsten Katastralbezirk des Militärgebietes.

## Geographie
Olejovice befand sich in 560 m. ü. M. in einem kleinen Seitental linksseitig der Oder in den Oderbergen. Durch den Ort führte die Straße von Lipník nad Bečvou und Město Libavá. Nördlich erheben sich die Kamenica (Hartfeldberg, 614 m) und der Prostřední kopec (Mittelberg, 586 m), im Nordosten der Oderský vrch (Oderberg, 582 m), südlich der Stráž (Hoferberg, 615 m) und die Hlásná (Wachberg, 638 m) sowie im Südwesten der Olomoucký kopec (Olmützberg, 633 m).
Umliegende Ortschaften waren Město Libavá und Dřemovice im Norden, Údolná und Mastník im Nordosten, Milovany im Osten, Čermná im Südosten, Nová Ves nad Odrou, Pivovarský Kopec und Eliščiná im Süden, Varhošť und Velká Střelná im Südwesten, Hühnerberk im Westen sowie Smilov im Nordwesten.

## Geschichte
Die ersten schriftlichen Erwähnungen des zu den Besitzungen der bischöflichen Vogtei Liebau gehörigen wüsten Dorfes Olstatt bzw. Oltsstat erfolgte in den Jahren 1535 und 1545. Verschiedene Quellen geben an, dass das erloschene Dorf 1456 oder auch 1504 gegründet worden sein soll. Der Ortsname leitet sich wahrscheinlich von der Leinölherstellung her. Im Urbar der Stadt Liebau von 1581 wurde Olstath, Olsstadt als neu besiedeltes Dorf aufgeführt. Nach dem Brand von 1584, der den ganzen Ort vernichtete, wurde Olsstath wieder aufgebaut. Im Jahre 1651 wurde das Dorf als Alsstat, 1654 als Olstadt bzw. Olstadl, 1659 als Ollstadt, 1676 als Oehlstädtl, 1706 als Ohl-Stadt, ab 1718 als Öhlstadtl bzw. Öhlstadtel und ab 1771 als Öhlstattl, Oelstadl oder Oehlstadium bezeichnet. Die Matriken werden seit 1659 in Stadt Liebau geführt. Seit dem 18. Jahrhundert ist unterhalb des Dorfes eine Mühle an der Oder nachweislich. 1789 wurde im Haus des Lehrers Karl Zink eine Schule eingerichtet. Drei Jahre später nahm eine Sägemühle den Betrieb auf, sie wurde zu Beginn des 19. Jahrhunderts wieder stillgelegt. Im Jahre 1830 wurde die Kapelle erbaut. In den 18 Häusern des Ortes lebten im Jahre 1835 184 Personen. Die Bewohner lebten von der Landwirtschaft, die wegen der steinigen und trockenen Böden wenig ertragreich war. Bis zur Mitte des 19. Jahrhunderts blieb Öhlstadtl immer dem Olmützer Fürsterzbischöflichen Kammergut Liebau untertänig.
Nach der Aufhebung der Patrimonialherrschaften bildete Öhlstadtl/Olejovice ab 1850 einen Ortsteil der Stadt Liebau in der Bezirkshauptmannschaft Mährisch Weißkirchen und dem Gerichtsbezirk Stadt Liebau. 1854 wurde ein eigenes Schulhaus eingeweiht. Im Jahr 1855 wurde Öhlstadtl dem Bezirk Stadt Liebau zugeordnet und ab 1868 gehörte das Dorf zum Bezirk Sternberg. Als tschechischer Ortsname wurde ab 1854 Olštátl und ab 1881 Olštát verwendet. Im Jahre 1884 löste sich Öhlstadtl/Olštát von Stadt Liebau los und bildete eine eigene Gemeinde. Die Freiwillige Feuerwehr gründete sich 1902. 1909 wurde Öhlstadtl dem Bezirk Bärn zugeordnet. Beim Zensus von 1900 bestand der Ort aus 30 Häusern, in denen 173 deutschsprachige Einwohner lebten. 1921 lebten in den 34 Häusern von Öhlstadtl 164 deutschsprachige Einwohner. 1924 wurde Olejovice als amtlicher tschechischer Name eingeführt. Im Jahre 1930 lebten in den 32 Häusern des Dorfes 162 Deutsche und ein Tscheche. Nach dem Münchner Abkommen wurde Ölstadtl 1938 dem Deutschen Reich zugeschlagen und gehörte bis 1945 zum Landkreis Bärn und Gerichtsbezirk Stadt Liebau. 1939 lebten in Ölstadtl 168 Menschen. Nach dem Ende des Zweiten Weltkrieges ging das Dorf wieder zur Tschechoslowakei zurück. Die meisten deutschstämmigen Bewohner wurden vertrieben.
Im Zuge der Errichtung des Truppenübungsplatzes Libavá wurde Olejovice 1946 nicht wieder besiedelt. 1949 wurde die Gemeinde dem Bezirk und Gerichtsbezirk Olomouc zugeordnet. Im Jahr darauf wurde die Gemeinde Olejovice offiziell aufgehoben.

## Veranstaltungen
Olejovice befindet sich innerhalb des absoluten Sperrgebietes. Obwohl der Truppenübungsplatz einmal im Jahr am 1. Mai während der Fahrradtouristikaktion „Bílý kámen“ geöffnet ist, befindet sich Olejovice auf keiner der zugelassenen Transitrouten und ist daher das ganze Jahr über unzugänglich.
Erhalten sind u. a. Mauerreste der Kapelle und der Mühle an der Oder.

## Ehemalige Denkmale
- Kapelle des hl. Johannes von Nepomuk, sie wurde 1830 durch Stiftung von 800 Gulden des aus Oehlstadtl stammenden Olmützer Malers F. Schwartze erbaut.